# Grobya cipoensis
A Grobya cipoensis é uma rara espécie de planta da serra do Cipó, mediando apenas 20 centímetros de altura e comflores amarelas de 5 centímetros, identificada em 2004,  vivendo sobre uma enorme canela-de-ema.